# Сафсері

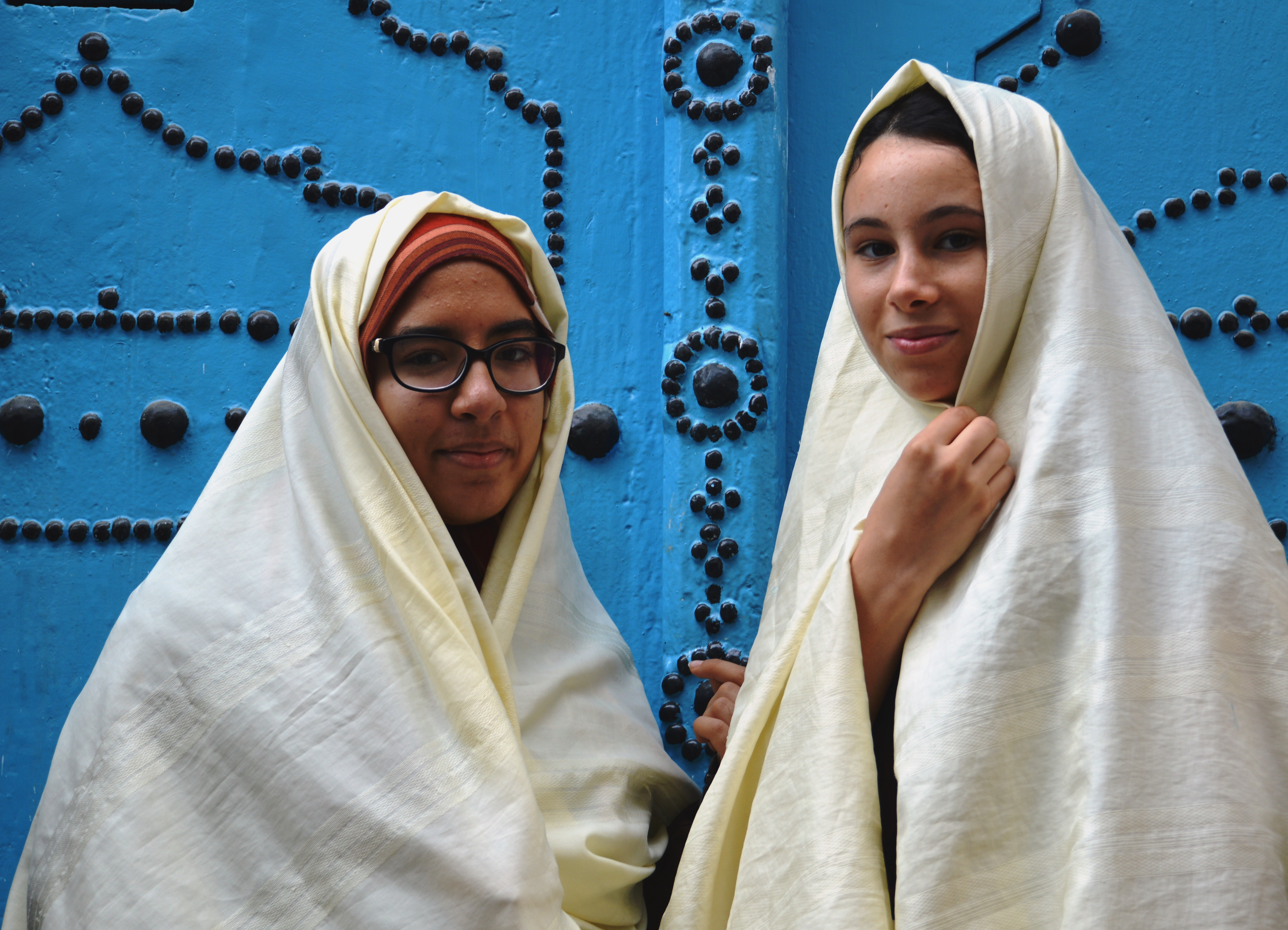
Дві туніські жінки в сафсері

Сафсері (також відомий як сефсері, сафсарі або сефсар, з туніської арабської: سفساري) — це традиційна туніська жіноча вуаль, яка носиться для забезпечення скромності та елегантності. Вона являє собою великий шматок тканини розміром приблизно 2,5 метра, який повністю покриває тіло від голови до щиколоток, приховуючи жіночі форми та запобігаючи небажаним поглядам чоловіків.

## Походження та історія
Сафсері має давнє коріння, що сягає османського періоду. Він став невід'ємною частиною туніського жіночого гардероба ще в XIX столітті. Його використовували жінки всіх соціальних класів, хоча матеріал і спосіб носіння могли відрізнятися залежно від статусу родини.  
У традиційному суспільстві Тунісу сафсері символізував скромність і відповідність суспільним нормам. Його носили в поєднанні з хусткою або спеціальним капюшоном, що забезпечувало додаткове прикриття обличчя.  

## Матеріали та виготовлення

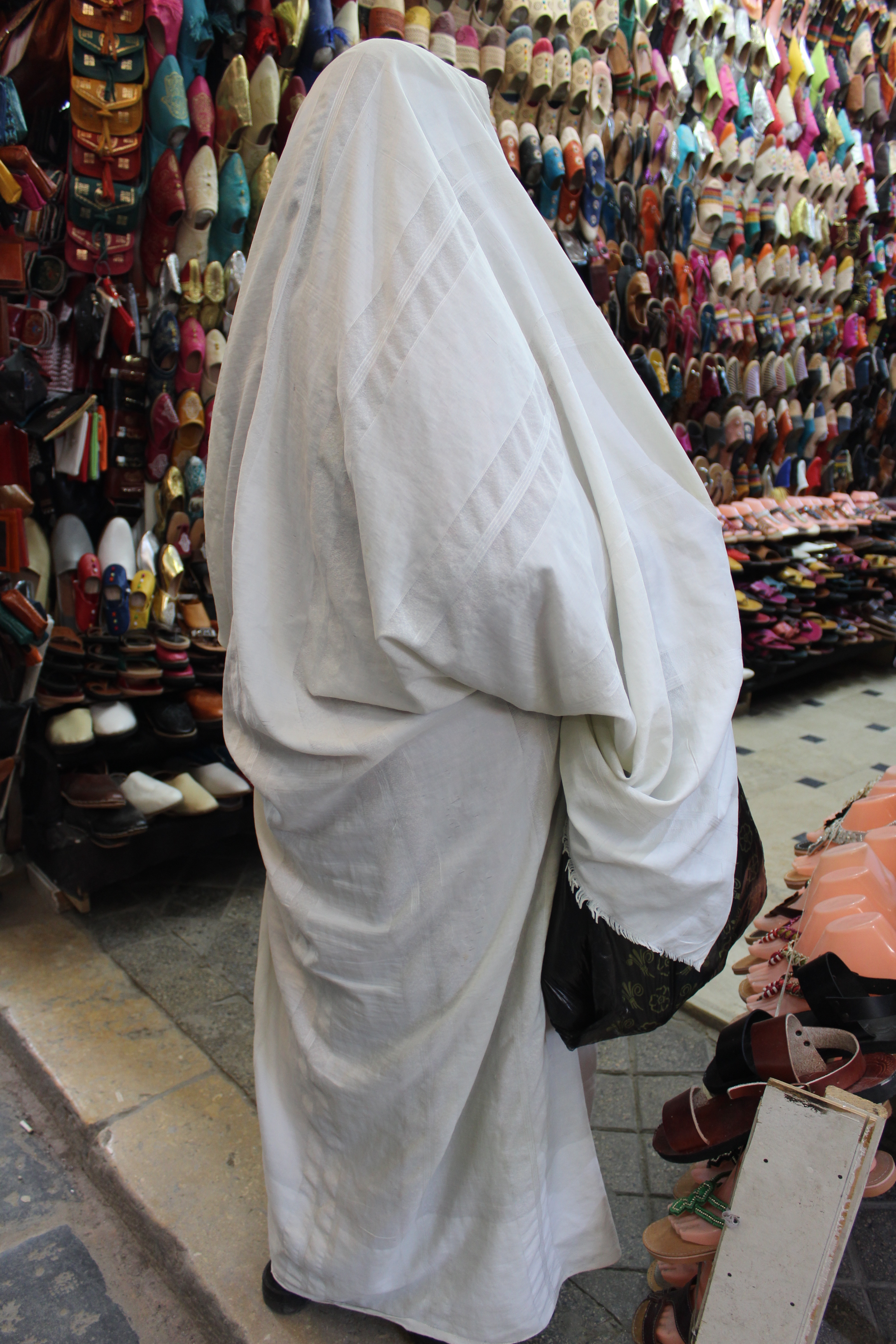
Сафсері – це традиційна туніська вуаль, яку носять жінки

Сафсері зазвичай виготовляється з легких і дихаючих тканин, які дозволяють комфортно носити його навіть у спекотному кліматі. Найпоширенішими матеріалами є:
- Шовк — використовується переважно для святкових версій.
- Бавовна — зручний варіант для щоденного носіння.
- Атлас — популярний серед заможних жінок у минулі століття[1].

Традиційний колір сафсері — кремовий або білий, хоча в південних регіонах Тунісу можна зустріти варіанти жовтих і навіть рожевих відтінків. Іноді краї тканини оздоблюються ручною вишивкою або тонкою бахромою

## Використання у XX–XXI століттях
Після здобуття Тунісом незалежності в 1956 році популярність сафсері почала знижуватися. З приходом більш сучасного одягу туніські жінки стали обирати європейські стилі, а традиційний сафсері поступово відійшов у минуле. Водночас він залишився символом туніської культури, і його досі можна побачити під час традиційних святкувань, таких як весільні церемонії та релігійні події.  
У XXI столітті деякі дизайнери намагаються відродити сафсері, інтегруючи його в сучасну моду. Наприклад, на місцевих модних показах та культурних заходах можна побачити модифіковані версії сафсері, поєднані з сучасними аксесуарами

## Символізм і культурна спадщина
Сафсері залишається важливим елементом культурної спадщини Тунісу. Він не лише символізує традиції, а й відображає зміни в суспільстві, де жінки дедалі частіше відмовляються від обов'язкового носіння вуалі, але водночас підтримують культурну ідентичність.  
В деяких регіонах країни літні жінки досі носять сафсері в повсякденному житті, хоча молодь обирає його лише для фотосесій або тематичних заходівї.  